# Okres Děčín

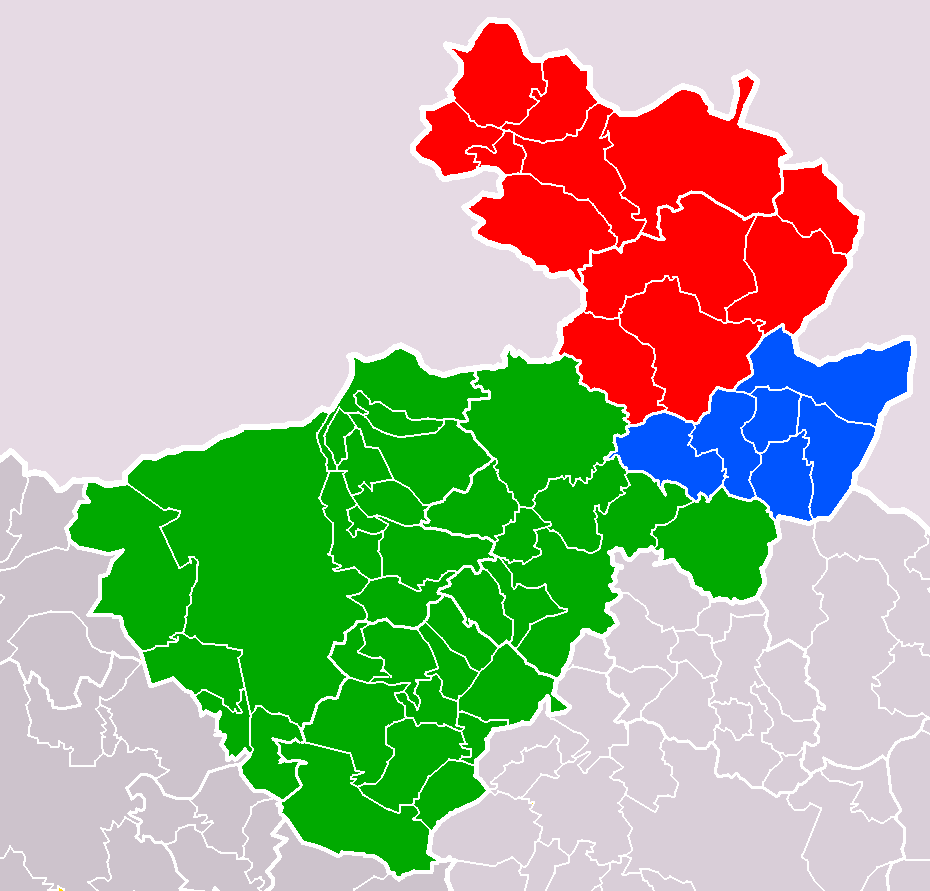
Správní obvody obcí s rozšířenou působností: Děčín (zeleně), Rumburk (červeně) a Varnsdorf (modře)

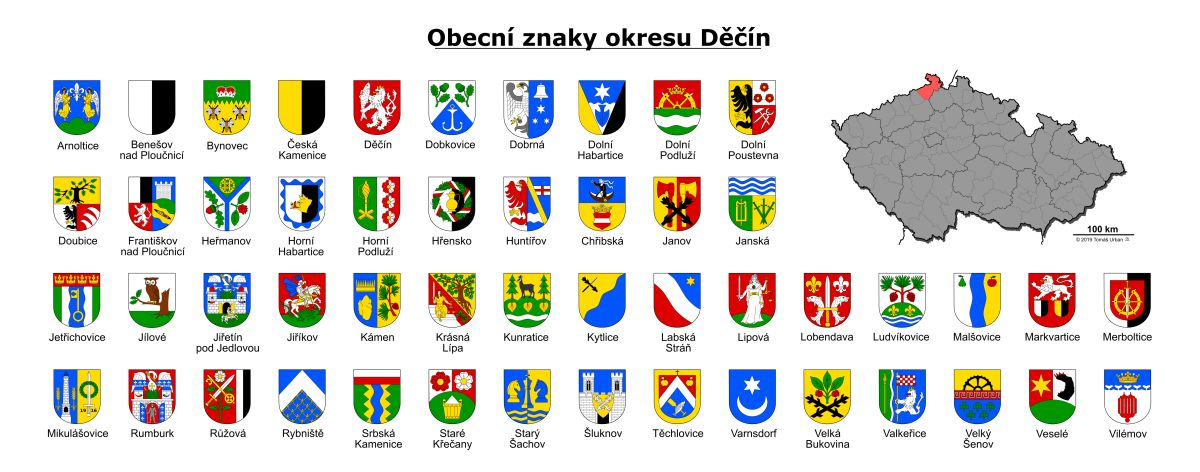
Přehled obecních znaků okresu Děčín

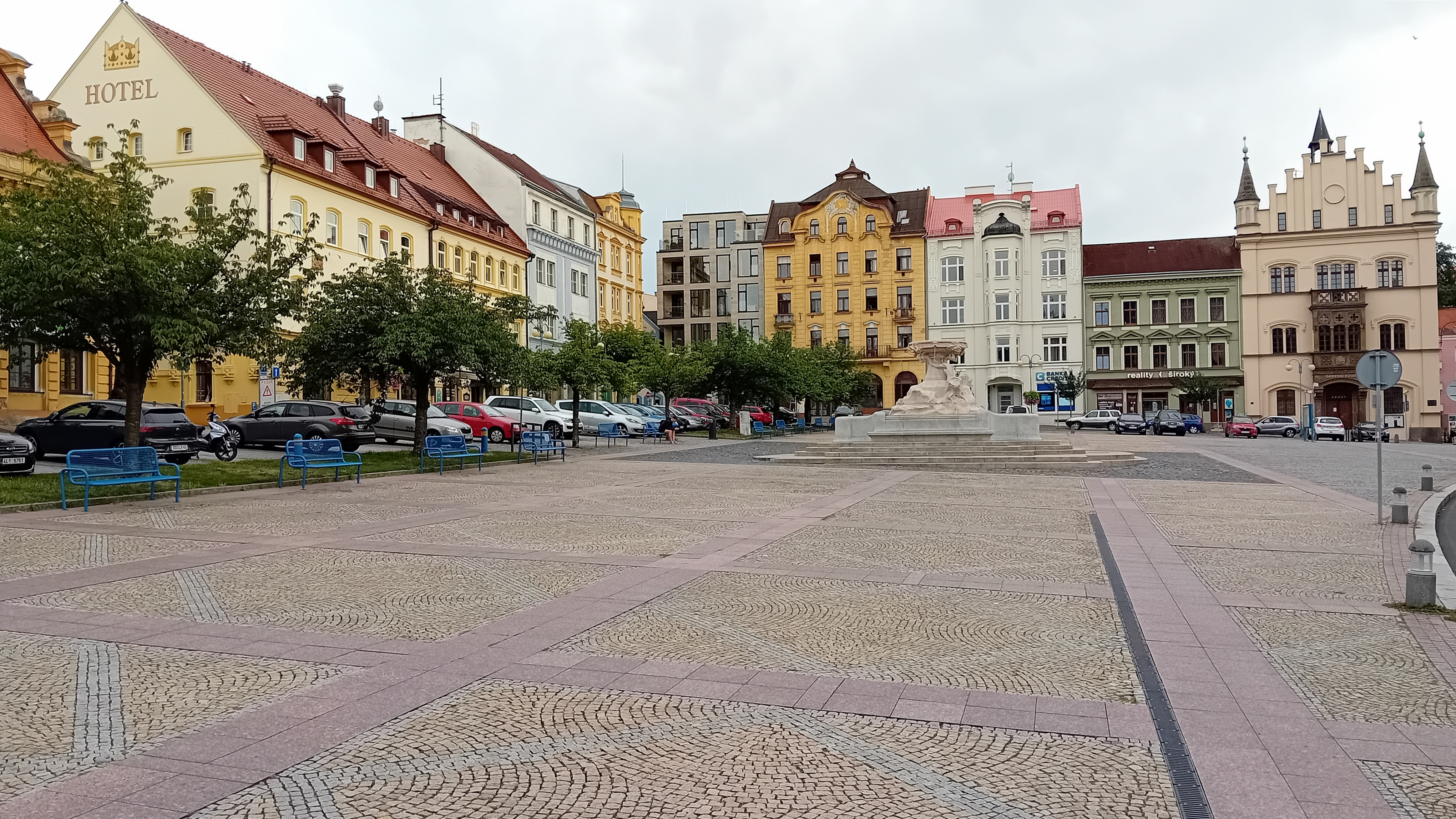
Centrum okresního města

Okres Děčín leží v Ústeckém kraji. Sousedí s ústeckými okresy Ústí nad Labem, Litoměřice a libereckým okresem Česká Lípa. Jeho severní hranice tvoří státní hranicí s Německem. V okrese Děčín jsou stanoveny tři obce s rozšířenou působností: Děčín, Rumburk a Varnsdorf. Pověřený obecní úřad se vedle ORP nachází v Benešově nad Ploučnicí, České Kamenici a Šluknově.

## Struktura povrchu
Svou rozlohou je na 4. místě v pořadí dle velikosti okresů. Zaujímá 17,0 % celkové rozlohy Ústeckého kraje.
K 31. prosinci 2003 měl okres celkovou plochu 909 km², z toho:
- 40,10 % zemědělských pozemků, kterou z 32,94 % tvoří orná půda (13,21 % rozlohy okresu)
- 59,90 % ostatní pozemky, z toho 82,25 % lesy (49,27 % rozlohy okresu)

Území okresu náleží ke čtyřem geomorfologickým celkům – Děčínská vrchovina (sz. a centrální část okresu), České středohoří (jih a jz.), Lužické hory (východ) a Šluknovská pahorkatina (sever). Významným předělem v geologické stavbě území je tzv. Lužický zlom, protínající okres přibližně ve směru zsz. – vjv.
Nejvyšší bod okresu představuje Pěnkavčí vrch (792 m) v Lužických horách, zatímco nejnižší nadmořskou výšku (115 m) má břeh řeky Labe na státní hranici u Hřenska (jde zároveň o nejnižší přirozený bod zemského povrchu na území celé České republiky).
Západem Děčínska protéká nejmohutnější česká řeka Labe, k jejímuž bezprostřednímu povodí též většina okresu náleží. Významnějšími přítoky, jež Labe přibírá v děčínském okrese, jsou např. Ploučnice, Kamenice, či Jílovský potok. Dalšími toky, jejichž vody do Labe z území okresu plynou lokálně přes německé území, jsou mj. Křinice, Vilémovský potok či Klopotský potok. Severovýchod Šluknovska náleží sice také k povodí Labe, ale zprostředkovaněji, skrze řeku Sprévu, pramenící v přilehlém německém pohraničí. Jejím přítokem z českého území je např. Jiříkovský potok. Východ Šluknovského výběžku a přilehlé severní úpatí Lužických hor naproti tomu přísluší k povodí Odry a vody odtud sbírá řeka Mandava se svým přítokem Lužničkou. Šluknovskou pahorkatinou a Lužickými horami tedy probíhá rozvodí mezi úmořími Severního moře a Baltského moře.

## Demografické údaje
Ke dni sčítání zde žilo 134 tisíc obyvatel, tím se řadí na 1. místo mezi sedmi okresy Ústeckého kraje.
Okres Děčín je rozdělen na 52 obcí, z nichž 13 má statut města. Obce se dále dělí na 191 částí obcí a 331 základních sídelních jednotek.
Data k 1. lednu 2016
| Popis          | Celkem  | Ženy           | Muži           |
| -------------- | ------- | -------------- | -------------- |
| počet obyvatel | 131 313 | 66 298 50,49 % | 65 015 49,51 % |
| průměrný věk   | 41,6    | 43             | 40,2           |

Největší města nad 10 tisíc obyvatel (k 1. lednu 2020):
| město     | obyvatel |
| --------- | -------- |
| Děčín     | 48 594   |
| Varnsdorf | 15 193   |
| Rumburk   | 11 036   |

- 84,84 % obyvatel žije ve městech

### Zaměstnanost
(2009)
| Počet obyvatel se stálým zaměstnáním | 28 904    |
| Průměrný plat                        | 14 562 Kč |
| Nezaměstnaných                       | 11 272    |
| Míra nezaměstnanosti                 | 15,59 %   |

### Školství
(2009)
| Druh školy                     | Počet škol |
| ------------------------------ | ---------- |
| Mateřské školy                 | 60         |
| Základní školy                 | 47         |
| Gymnázia                       | 4          |
| Střední školy průmyslové školy | 13         |
| Střední odborná učiliště       | 9          |
| Vyšší odborné školy            | 1          |

### Zdravotnictví
(2010)
| Lékaři                          | 369 |
| Nemocnice                       | 4   |
| Specializovaná léčebná zařízení | 2   |
| Zubní lékaři                    | 65  |
| Lékárny                         | 31  |

### Zdroj
- Český statistický úřad

## Silniční doprava
Okresem prochází silnice I. třídy I/9, I/13a I/62
SIlnice II. třídy jsou II/240, II/261, II/262, II/263, II/264, II/265, II/266 a II/267.

## Železniční doprava
Okresem prochází železniční tratě : Praha–Děčín, Ústí nad Labem – Velké Březno – Děčín, Bakov nad Jizerou – Jedlová, Benešov nad Ploučnicí – Česká Lípa, Česká Kamenice – Kamenický Šenov – Česká Lípa, Děčín – Oldřichov u Duchcova, Děčín–Drážďany, Děčín–Rumburk, Krásná Lípa – Panský, Rumburk – Panský – Mikulášovice, Rumburk–Ebersbach, Rumburk–Sebnitz, Rybniště–Varnsdorf, Velké Březno – Lovečkovice – Verneřice/Úštěk. 

## Seznam obcí a jejich částí

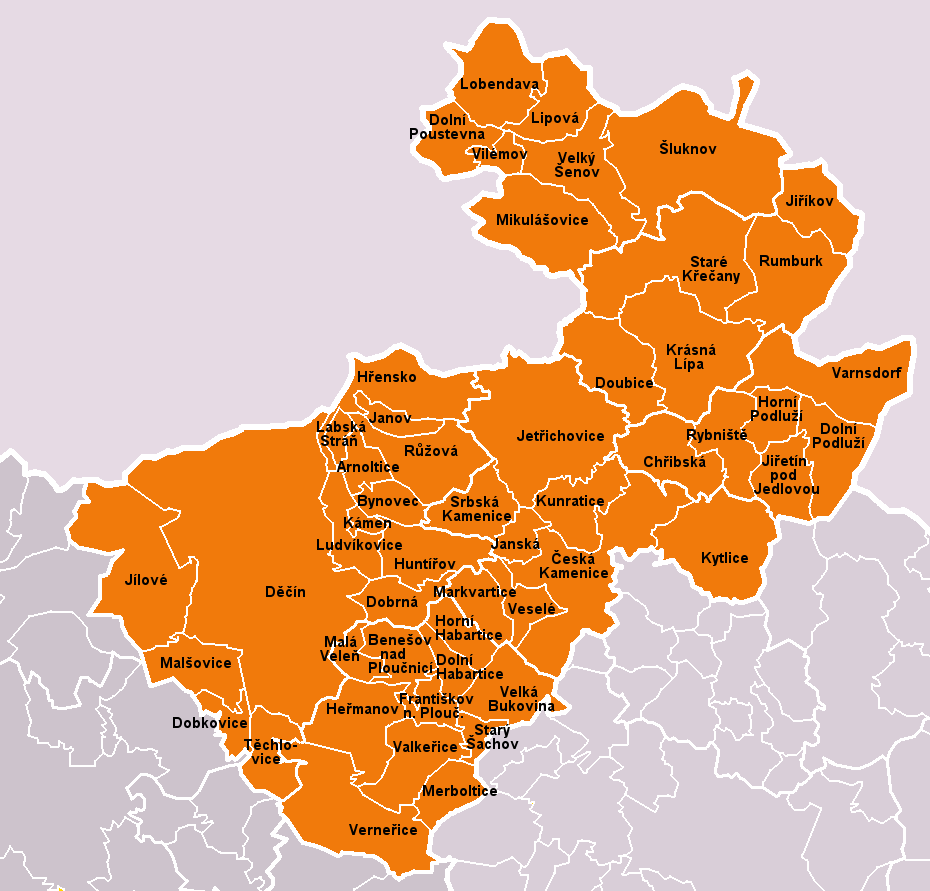
Obce okresu Děčín dle stavu k 1. lednu 2010

Města jsou uvedena tučně, městyse kurzívou, části obcí malince.

Arnoltice •
Benešov nad Ploučnicí (Ovesná) •
Bynovec •
Česká Kamenice (Dolní Kamenice • Filipov • Horní Kamenice • Huníkov • Kamenická Nová Víska • Kerhartice • Líska • Pekelský Důl • Víska pod Lesy) •
Děčín  (I Děčín • II Nové Město • III Staré Město • IV Podmokly • V Rozbělesy • VI Letná • XXII Václavov • XXIII Popovice • VII Chrochvice • IX Bynov • XX Nová Ves • X Bělá • XIX Čechy • XII Vilsnice • XXV Chmelnice • XIII Loubí • XIV Dolní Žleb • XV Prostřední Žleb • XI Horní Žleb • XVI Přípeř • XVII Jalůvčí • XVIII Maxičky • XXI Horní Oldřichov • VIII Dolní Oldřichov • XXIV Krásný Studenec • XXVII Březiny • XXVI Bechlejovice • XXVIII Folknáře • XXIX Hoštice nad Labem • XXX Velká Veleň • XXXI Křešice • XXXII Boletice nad Labem • XXXIII Nebočady • XXXIV Chlum • XXXV Lesná) •
Dobkovice (Poustka • Prosetín) •
Dobrná (Brložec) •
Dolní Habartice •
Dolní Podluží (Kateřina • Světliny 2. díl) •
Dolní Poustevna (Horní Poustevna • Karlín • Marketa • Nová Víska) •
Doubice •
Františkov nad Ploučnicí (Mlatce) •
Heřmanov (Blankartice • Fojtovice) •
Horní Habartice •
Horní Podluží (Ladečka • Světlík • Žofín) •
Hřensko (Mezná) •
Huntířov (Františkův Vrch • Nová Oleška • Stará Oleška) •
Chřibská (Dolní Chřibská • Horní Chřibská • Krásné Pole) •
Janov •
Janská •
Jetřichovice (Rynartice • Všemily • Vysoká Lípa) •
Jílové (Kamenec • Kamenná • Martiněves • Modrá • Sněžník) •
Jiřetín pod Jedlovou (Jedlová • Jiřetín pod Jedlovou • Lesné • Rozhled) •
Jiříkov (Filipov • Loučné • Nový Jiříkov • Starý Jiříkov) •
Kámen •
Krásná Lípa (Dlouhý Důl • Hely • Kamenná Horka • Krásný Buk • Kyjov • Sněžná • Vlčí Hora • Zahrady) •
Kunratice (Lipnice • Studený) •
Kytlice (Dolní Falknov • Falknov • Hillův Mlýn • Mlýny) •
Labská Stráň •
Lipová (Liščí) •
Lobendava (Severní) •
Ludvíkovice •
Malá Veleň (Jedlka • Soutěsky) •
Malšovice (Borek • Hliněná • Choratice • Javory • Nová Bohyně • Stará Bohyně) •
Markvartice •
Merboltice •
Mikulášovice (Mikulášovičky • Salmov • Tomášov) •
Rumburk (Rumburk 1 • Dolní Křečany • Horní Jindřichov) •
Růžová (Kamenická Stráň) •
Rybniště (Nová Chřibská) •
Srbská Kamenice •
Staré Křečany (Brtníky • Kopec • Nové Křečany • Panský • Valdek) •
Starý Šachov (Malý Šachov) •
Šluknov (Císařský • Harrachov • Královka • Království • Kunratice • Nové Hraběcí • Rožany • Šluknov) •
Těchlovice •
Valkeřice (Sluková) •
Varnsdorf (Studánka • Světliny 1.díl) •
Velká Bukovina (Karlovka • Malá Bukovina) •
Velký Šenov (Janovka • Knížecí • Leopoldka • Malý Šenov • Staré Hraběcí) •
Verneřice (Čáslav • Loučky • Příbram • Rychnov • Rytířov) •
Veselé (Veselíčko 1.díl) •
Vilémov (Dolina)

## Řeky
- Kamenice
- Labe
- Ploučnice
- Mandava
- Spréva
- Sebnice
- Křinice
- Chřibská Kamenice